# Pedrinho Simões
Pedro Simões, mais conhecido como Pedrinho ou Pedrinho Simões (Fortaleza, 5 de abril de 1938), é um ex-futebolista brasileiro que atuava como goleiro.

## Carreira
Pedrinho começou nos profissionais logo com 15 anos de idade pelo Gentilândia, sendo um dos goleiros mais promissores do futebol cearense, sendo campeão cearense juvenil em 1952.
No profissional, conseguiu os títulos de Campeão Cearense e do Torneio Início pelo clube gentilandino.
Foi goleiro da Seleção Cearense de Futebol nos anos de 1956 e 1959.
Em 1959, foi eleito o "Craque Perfeito do Futebol Cearense" e com o prêmio ganhou uma viagem para Buenos Aires, na Argentina, na volta Pedrinho já era jogador do Fortaleza.
No Tricolor conseguiu grande sucesso, mesmo sem estar presente nas conquistas dos Torneio Início de 1960 e 1961, conseguiu ser campeão cearense em 1960, além de campeão do Norte-Nordeste no mesmo ano e ainda ser vice-campeão nacional. No fim da temporada ainda foi eleito "Atleta do Ano" no Ceará pela crônica esportiva em matéria publicada pelo jornal O Globo do Rio de Janeiro.
Encerrou a carreira em maio de 1961 para se dedicar aos estudos e ao trabalho no Serviço Público Federal, com apenas 23 anos.

### Jogo contra o Bahia
Jogo mais surreal da carreira de Pedrinho foi válido pelas quartas-de-final da Taça Brasil. No fim do primeiro tempo, um atacante do Bahia acerta um chute no goleiro do Fortaleza que machuca o ombro. A tentativa de substituição no intervalo pelo goleiro reserva Aloísio II foi falha porque o jogador estava sem identificação e precisou voltar ao hotel para pegar o documento. Chegando ao hotel, a chave do quarto do goleiro reserva tinha desaparecido e foi preciso ele bater na porta do vizinho e pular pela sacada da janela para pegar o documento de identificação. Enquanto isso, Pedrinho jogou por 30 minutos da segunda etapa com uma tipoia amarrada no braço, fazendo defesas com uma mão só, com os pés e operando verdadeiros milagres até Aloísio II aparecer para a substituição. Depois de invasão de campo da torcida adversária, revoltas, muitas confusões e até mesmo a tentativa de anulação de jogo pelo Bahia não teve jeito, o jogo terminou em 0x0 e o Fortaleza ia decidir o Norte-Nordeste contra o Santa Cruz e a vaga na final da Taça Brasil.

## Atualmente
Atualmente aposentado, Pedrinho vive em Fortaleza e se dedica muito a música. Toca vários instrumentos como piano e violão.

## Títulos
Gentilândia
- Campeonato Cearense: 1956
- Torneio Início do Ceará: 1959

Fortaleza
- Campeonato Cearense: 1960
- Torneio Norte-Nordeste: 1960

### Individuais
- Craque Perfeito do Futebol Cearense: 1959
- Atleta do Ano no Ceará: 1960